# Engela (Wahlkreis)
Der Wahlkreis Engela ist ein Wahlkreis im Westen der Region Ohangwena im zentralen Norden Namibias. Kreisverwaltungssitz ist Engela. Im Wahlkreis leben (Stand 2023) 30.000 Menschen auf einer Fläche von 308 Quadratkilometern.

## Wahlen
| Wahl | Name                  | Partei | Stimmenanteil |
| ---- | --------------------- | ------ | ------------- |
| 1992 |                       |        |               |
| 1998 | H. Nghiwelekwa        | SWAPO  | o. W. 1       |
| 2004 | Nghidinihamba Ndilula | SWAPO  | 99,64 %       |
| 2010 | Jason Ndakunda        | SWAPO  | 91,6 %        |
| 2015 | Ferdinand Shifidi     | SWAPO  | 90,3 %        |
| 2020 | Elkan Hainghumbi      | SWAPO  | 73,5 %        |